# Středověké město

Plán Paříže z roku 1223, vytvořený v roce 1705

Středověká města vznikala především v místech, kde i v době kočovných kmenů bylo zajímavé se na chvíli pozdržet. Tedy v místě brodů říčního meandru na obchodních stezkách, v místě soutoků řek nebo alespoň řeky a potoka, na strategických místech s výhledem do krajiny a také u dolů rud či na místě, kde byly k dispozici suroviny např. kamenná sůl nebo křemen na výrobu skla. Později se města formovala u klášterů, u hradů nebo na zeleném drnu, tj. na nově vybraném místě, na kterém ještě žádné město nebylo a nacházel se zde jen les nebo louka. Spolu se vznikem měst se objevila i nová vrstva společnosti: měšťané. Na území dnešní České republiky se podíleli na stavbě měst často též němečtí kolonisté.
Středověké město nebylo vystavěno z kamenů, ale především z lidí, z jeho obyvatel. Tuto myšlenku převzali středověcí klerici od sv. Augustina a dalších církevních Otců, kteří si ji sami vypůjčili u řeckých a římských filozofů, u Aristotela a také u Cicera. Dějiny města jsou v první řadě dějinami lidí a společnosti. Historie středověkého města vznikala ze vzájemného prolínání skutečného a imaginárního obrazu města, jež obyvatelé a jejich páni ve svých představách spatřovali, promýšleli i prociťovali. Vnímání ekonomických, společenských a politických vztahů ve městě bylo hluboce prostoupeno obrazy a symboly, které měšťanům nabízeli, a někdy až vnucující, klerici, intelektuálové, kazatelé, urbanisté a prostřednictvím uměleckých děl také jejich tvůrci a mecenáši.
Město se v době rozkvětu v 10. až 13. století stejně jako v době krize ve 14.–15. století lišilo od svého okolí, s nímž však muselo žít v symbióze a s nímž se také vyvíjelo po stránce materiální (technologické a ekonomické), sociální, politické, náboženské, morální a kulturní. Pokud se město mění, mění se jako celek, jako živá bytost. Ve městě byli obyvatelé také rozděleni. Nejbohatšími z městských obyvatel byli obchodníci, kteří si zde stavěli honosné domy. Početnější a chudší skupinou byli řemeslníci (např. kováři, truhláři, obuvníci, krejčí). Ti vlastnili chudší příbytky s krámy a dílnami. Městskou nemajetnou chudinu tvořili tovaryši a učedníci (pomáhali řemeslníkům), dělníci, kteří pracovali většinou na stavbách, a žebráci.

## Typologie měst
- královská, jež založil a řídil král
- poddanská, která patřila šlechtě nebo církvi
- horní, vznikla v místě těžby drahých kovů, byla specifickým typem královských měst (např. Kutná Hora, Jílové u Prahy)
- věnná, která odváděla zisky a patřila královně (Mělník, Hradec Králové)
- církevní – sídelní místa arcibiskupů (např. Kroměříž)

## Přechod antického ke středověkému městu
Antické Řecko – římský svět byl světem měst. Od druhého století křesťanské éry zejména po krizi 3. století ale města začala upadat. Tento úpadek byl spojen s ruralizací ekonomiky a společnosti, s poklesem obchodu s Orientem a v důsledku toho i se snížením objemu peněžních výměn, s krizí obecních institucí a vztahů mezi mocnými a chudými (potentes-paupers). Ničivé nájezdy barbarů dokonaly započaté dílo. Křesťanství se nejdříve zabydlelo ve městech, která se jeho vlivem výrazně proměnila, ale potom se samo také ruralizovalo. Došlo k celkovému rozpadu politického systému. Ve městech se politické moci ujali biskupové jako církví ustanovení hodnostáři, zatímco ruralizující se šlechta spolu s klášterními společenstvími, jež byla v odlehlých oblastech, horách a údolích mocnější než ve městě, přispěly k přesunutí značné části moci z města na venkov. Archeologické vykopávky a historické studie nám dnes nabízejí vyváženější pohled na tento úpadek měst a odhalují „nespornou vitalitu městského života pozdní římské doby a prvních staletí středověku“ (Kolokvium v Paříži – X, duben 1993). Ze sociologického hlediska to dobře vystihl Marc Bloch: „Městská komunita patří k těm nejcharakterističtějším rysům společenského klimatu středověkého Západu".

## Urbanistická podoba

Šachovnicový půdorys středověkého města (Plzeň v barokních hradbách)

Středověké město mohlo mít nepravidelný půdorys, pokud vzniklo ohrazením staršího rozvinutého sídliště, např. Staré Město pražské, nebo vznikalo živelně, jako Kutná Hora nad nalezišti stříbra. Pokud však město zakládal lokátor na zeleném drnu či v místech méně významného sídliště, typická byla volba šachovnicového půdorysu, tedy vytyčení sítě víceméně pravoúhlých ulic s centrálním obdélným náměstím sloužícím jako centrum města a tržiště. Příkladem mohou být České Budějovice nebo Nové Město pražské.
Nejhodnotnější a nejdražší měšťanské domy stály na náměstí, proto jejich parcely bývaly úzké a dlouhé, aby se jich na náměstí vešlo co nejvíc. Domy chudších či středně bohatých měšťanů se nacházely v postranních ulicích. Součástí středověkých měst však byla i rozsáhlá předměstí, v nichž stály domy řemeslníků a také zemědělské usedlosti a dvorce. Ti nejbohatší tedy bydleli ve středu, ti chudší naopak na krajích města.

## Obyvatelé
Řemeslnická dílna patřila mistrovi, který zaměstnával tovaryše a učně, mistři každého řemesla se shromažďovali v cechy, které rozhodovaly o tom, jaké zboží se bude vyrábět a za jakou cenu se bude prodávat, čímž negativně ovlivňovali kvalitu (menší konkurence). Za chudinu byli označováni lidé bez vlastního domu, neplnoprávní občané. Měšťany také můžeme rozdělit podle toho, jaké právo měli.
1. plné právo – patricia – zámožnější lidé, vyšší obchodníci, mistři
2. částečné právo – řemeslníci, učedníci, sedláci za městem, klasičtí měšťané
3. zvláštní právo – šlechta, chudina, lidé s jiným náboženským vyznáním

Židovská menšina byla uzavřená, měla zvláštní práva.

### Měšťané a venkované
Život raně středověké společnosti se odehrával především v okolí panských sídel, hradů a na venkově. Z antického období přetrvala řada měst, ale ztratila mnoho na svém bývalém lesku a významu. Týkalo se to především Itálie a jižní Evropy. Města dále plnila funkci správních center a poskytovala ochranu před cizím útokem. V čase nebezpečí se sem stahovalo okolní obyvatelstvo. Bylo samozřejmostí, že měšťané uzavírali do bezpečí kamenných hradeb chránících je nejen před cizími nájezdníky, ale i před útoky okolních pánů. Do měst se vstupovalo branami, které byly po celý den pečlivě střeženy a v čase ohrožení nebo v noci se uzavíraly…

## Městská práva
Panovníci městům udělovali privilegia (výsady), jež zahrnovala např. právo pořádat trhy (trhové), vařit pivo (várečné), právo mílové (v okruhu jedné míle od města se nesměl usídlit cizí řemeslník), právo hrdelní, právo obehnat město hradbami (hradební). Nejširší výsady měla města královská – byla svobodná a podléhala výhradně králi. Hlavním znakem komuny byla úplná samospráva. Proto se radnice staly pýchou měst a symbolem jejich postavení. Město řídila rada, složená z konšelů, konzolů nebo prostě radních. Obce, které nezískaly samostatnost, řídil pán prostřednictvím svého úředníka. V Čechách se mu říkalo rychtář, ve Francii například prefekt. Výsadou každého města byly také hradby ve znaku.

### Města a král
Od 12. století měst přibývá. Stará se zvětšují, ale zakládají se i nová. Královská moc v nich nacházela svého spojence proti šlechtě, bránící své zvyklá práva a privilegia proti sílící panovnické správě. Král proto jejich boj za nezávislost většinou podporoval. Zběhlí venkované zase hledali za městskými branami cestu ke svobodě. Většina měst byla přesto podřízena autoritě svého pána, ať to byl mocný feudál, nebo biskup. Často si dokonce jedno město mezi sebe rozdělilo několik vrchností. Měšťané nebyli s tímto stavem spokojeni. Spojovali se v různá bratrstva a vedli proti vrchnosti boj za nezávislost – za komunu.

## Hospodářství a specializace řemesel
Životní úroveň rostla, město spotřebovávalo stále více potravin, vína, masa, surovin, řemeslných výrobků a luxusního zboží. Potřebné produkty odebíralo od výrobců jak v nedalekém okolí, čímž podporovalo místní obchodní výměnu, tak na vzdálených trzích. Chléb, maso vepřové, hovězí i skopové, ryby, zvěřina, drahá koření – to vše se začalo objevovat i na městských stolech. Velká evropská města se sama stala místy, které zásobovala rozsáhlé části Evropy vlastní specializovanou řemeslnou výrobou, určenou především pro vzdálené trhy. Proslulé bylo například flanderské soukenictví. Hospodářský vzestup 11. století změnil evropskou společnost. Přestala být pospolitostí šlechty, duchovních a vesničanů. Bohatnoucí, ale neprivilegovaní řemeslníci a kupci se stávají další hospodářskou a politickou silou, určující především život za městskými hradbami.
Postupně docházelo k jemnějšímu dělení. Řezník byl někdo jiný než vařič masa či stahovač kůží. Každá činnost byla přísně organizována. Na výrobě sukna, od prvotního zpracování vlny až po konečný výrobek, se podílelo několik desítek specializovaných řemesel. Sdružení jednotlivých odvětí – cechy vznikly původně k ochraně zájmů výrobců ve stejném odvětí. Brzy se však staly i nástrojem přísné kontroly pracovních postupů, kvality výrobků, stanovovaly jejich množství i cenu, určovaly mzdy. Na jedné straně se tak chránil spotřebitel, současně ovšem toto přísné usměrňování bránilo zavádění novinek. Časem cech ovládlo jen několik mistrů, kteří zaměstnávali ostatní samostatné řemeslníky a také učně a tovaryše, pracující na mzdu. Jejich vyučení a vzestup mezi mistry byl rovněž pečlivě kontrolován. Zpravidla se mistrovství předávalo z otce na syna; zkouška byla nejen náročnou, ale především drahou záležitostí, kterou si každý nemohl dovolit. Největší šanci stát se mistrem měli tovaryši. Počet mistrů se ale nezvyšoval.

### Kupci a jejich obchodní cesty
Oblasti s hustým osídlením se stávaly stále více závislé na dovozech. Stačil méně úrodný rok a dálková směna nedokázala vzniklý výpadek rychle nahradit. Kupci se stali významnou, bohatou a váženou, ale mnohdy i obávanou a nenáviděnou skupinou středověké společnosti. Jakého vlastně byli původu, není známo. Tito lidé nepatřili k privilegovaným. Přesto však byli svobodní. Bohatli ze zisku, který vznikal z rozdílu mezi cenou při nákupu a prodeji zboží. Církev na ně dlouho hleděla s odporem, protože bohatli ze zisku, který byl zdánlivě bezpracný. Teprve až prosperující 13. století vrátilo těmto lidem čest.
Síť cest, po kterých převáželi své zboží, nebyla příliš hustá a navíc jejich kvalita zůstávala velmi špatná. V podstatě si je lze představit jako blátivé úvozové stezky, přestože se panovníci snažili o jejich údržbu. Nejdůležitější silnice přetrvávaly z doby římské. Hlavní obchodní trasy směřovaly z Hamburku přes Mohuč a Basilej do Itálie. Z Mohuče se pak oddělovala cesta na Magdeburk, Poznaň a Kyjev. Třetí nejdůležitější spojnice začínala v Kolíně nad Rýnem a vedla přes Paříž a Bordeaux do Hispánie. Pro přepravu nákladů se používaly dvou nebo čtyřkolové vozy, z Polska však známe i příklady celoročního užívaní saní. Pochopitelně tam, kde to bylo možné, se zboží přepravovalo po řekách; pro jižní a západní Evropu představovalo atlantské pobřeží a Středozemní moře skutečné obchodní tepny.
Nakoupit zboží, odvézt ho na vzdálená tržiště a tam ho prodat byl proto náročný úkol. Cesty byly špatně udržovány a nebezpečné. Co změna pána, to povinnost zaplatit clo, podřídit se právu nuceného prodeje, skladu, což znamenalo, že obchodník musel na daném místě zastavit a nabídnout své zboží k prodeji. Levnější a rychlejší bylo jistě moře, ale určitě ne bezpečnější. Kupci se tedy sdružovali, podobně jako řemeslnici, do skupin, zvaných gildy. Gilda si mohla opatřit více peněz, lépe vojensky i technicky obchod zajistit. Kupci bohatli, usazovali se ve městech a rychle ovládli jejich správu.
Časem se řada měst spojila ve větší uskupení. Tak vznikla v průběhu 13. století hanza, sdružení obchodních měst na severu Evropy. Hanzovní města, jejichž centrem se stal Lübeck, i bohaté italské státy si začaly na důležitých místech otevírat své pobočky. Severské sdružení mělo první pobočky v Bruggách a Londýně, Janované a Benátčané se soustřeďovali na východ Středomoří, urputně však soupeřili především o převahu v strategicky důležité Konstantinopoli. Výnosným se ale pro ně stalo i přepravování vojáků do Svaté země.

### Bohatá obchodní města
Uprchlíci před germánskými nájezdníky se stali zakladateli Benátek, Serenissimy či Republiky svatého Marka, jak byl tento nezávislý a hrdý městský stát označován. Benátčané sváděli boje s Byzancí i s uherskými králi o opěrné body na dalmatském pobřeží. Jadran se nakonec stal jejich mořem. Od 11. století byl benátský vévoda („dox“) považován za nezávislého dóžete, hlavu benátské republiky. O zákony se starala Velká rada, Senát pečoval o zahraniční vztahy a kolegium spravovalo město. Dóže a nejvyšší úředníci nemohli bez souhlasu všech tří sborů podniknout žádné zásadní rozhodnutí. V době, kdy se Itálie začala dělit na ghibelliny {gibeliny} a guelfy {gvely}, zůstaly Benátky symbolem klidu a bohatství.
Gent, Ypry, Bruggy – tato tři bohatá flanderská města vedla obchod až se vzdálenou Čínou, rozhodující však byl dovoz anglické vlny. Města vyráběla sukno, jež se prodávalo po celé Evropě. Vazby k Anglii proto měly významnou pozici v úvahách patriciátu těchto měst. Flandry však byly lénem francouzského krále. A jeho vztahy k Londýnu nebyly nikdy příliš dobré.

### Peníze, půjčky, směny
Obchod se neobešel bez některých věcí, na které dnes pohlížíme jako na samozřejmost. Nebyl by možný bez všeobecného rozšíření peněz. Tak se již nemusel směňovat výrobek za výrobek. Pro obchod však byly potřebné mince s velkým obsahem ryzího kovu, aby i jejich malé množství dovolilo vyjádřit cenu zboží. Takové peníze ovšem razili jen králové či bohaté italské státy. Důležité bylo, aby si i v průběhu delších časových období zachovávaly stejnou hodnotu. V raném středověku představoval takové platidlo byzantský zlatý solidus. Podle jeho vzoru byly raženy arabské mince, zlatý denár a stříbrný dirham. I ty platily za spolehlivou měnu v celé Evropě. Později nastoupily francouzský zlatý écu {eky}, ale především janovské florény a benátské dukáty, které se staly prvními „světovými“ měnami. Současně se mincovnictví ocitalo pod přímou kontrolou panovníka. Od doby Karla Velikého se pracovalo s váhovou jednotkou 1 libra, což bylo 519 gramů. Ta se pak dělila na 20 šilinků, 1 šilink se rovnal 10,45 denárů nebo stříbrným fenikům.
S růstem obchodní výměny se posléze přistupovalo i k bezhotovostním platbám. Pohledávky se vzájemně vyrovnávaly, ke slovu přišly i půjčky a směnky. Půjčování peněz na vysoký úrok (lichva) byl zpočátku doménou Židů, od 13. století však vznikají první bankovní domy v Lombardii. Obchodník již nemusel cestovat s hromadou peněz a vystavovat se rizikům. Začal využívat bankovních služeb. Jeho práce se zrychlila.

### Champaňské trhy
Ze severu Evropy dováželi hanzovní obchodníci potraviny, kožešiny, dřevo. Vlámští kupci nabízeli domácí sukno, Janované, Benátčané přicházeli s jihomořskými produkty, orientálním kořením i luxusním zbožím. Bruggy, Pisa {píza} a Benátky sloužily dlouho jako tři hlavní překladiště z moří na suchozemské cesty. Z jihu přes alpské průsmyky i ze severu bez větších potíží plynulo zboží na největší mezinárodní trhy do oblasti Champagne {šampaň}, ležící v severní Francii. Tyto trhy se konaly několikrát v roce, postupně v jednotlivých městech. Na jejich průběh dozíral sám král a champaňský hrabě, obchodníci měli sníženy poplatky za přepravu. Obchodovalo se s obilím, flanderským suknem, přírodními produkty i luxusními předměty. Nebylo výjimku, že do Champagne zavítali i obchodníci z Hispánie.

### Přednosti a stinné stránky městského života
Velká města zakládala svou prosperitu na privilegiích, které jim panovníci přiznávali za jejich pomoc. Velikost měst byla různá: ta největší, jako Benátky, Londýn, či Paříž, čítala 30 – 40 000 obyvatel. Za hradbami těch nejmenších žilo naopak jen několik stovek lidí. Téměř všechna se těšila řadě monopolních výhod: do stanovené vzdálenosti se nesměla provozovat některá řemesla, trhy ale musely probíhat právě za městskými hradbami. Pomocí hrdelního práva město ovládalo i své venkovské okolí. Kupcům byla mnohdy nařizována návštěva velkých měst s nabídkou vlastního zboží.
Později počalo růst napětí, které ohrožovalo dosaženou stabilitu. Spory propukaly nejen mezi mistry a tovaryši, ale často i mezi jednotlivými cechy navzájem. Potravinářská odvětí se snažila o co nejvyšší ceny. Ty ovšem zdražovaly výrobu v jiných odvětvích a proti byli pochopitelně i kupci. Blátivé ulice, chybějící kanalizace a celkově nízká úroveň hygieny pak ohrožovaly podvyživené skupiny lidí, kteří byli jako námezdní síla odkázáni na každodenní hledání pracovních příležitosti, anebo tvořili zástupy městské chudiny, žijící z milodarů druhých. Strach z hladu, morových i jiných epidemií představoval další, méně příznivou podobu městského života. Odtud již nebylo daleko k různým projevům nespokojenosti a městským bouřím, které však situaci jen déle zhoršovaly.